# Капиљ
Капиљ (блр. Капыль; рус. Копыль) је град у јужном делу Минске области у Републици Белорусији и административни је центар Капиљског рејона. Налази се на око 34 км западно-југозападно од Слуцка и око 90 км југозападно д главног града земље Минска. 
Према процени из 2012. у граду је живело 9.882 становника.

## Историја
У писаним изворима Капиљ се први пут спомиње 1274. у Галицко-Волинским летописима где се помиње у контесту војничких освајања. Међутим према археолошким налазима насеље је нешто старије и вероватно је постојало и у XI веку.
У XIV веку постаје саставни део Велике кнежевине Литваније, односно 1395. долази под управу књаза Владимира Аљгердовича, односно кнезова из династије Ољељкович. Након смрти кнегиње Софије 1612. угасила се династија Ољељковича, а насеље долази под управу Радзивилских кнезова. 
Капиљ је 27. августа 1652. добио магдебуршко право. Током XVI века у граду су се развиле бројне занатске делатности. Године 1793. постаје део Руске Империје. Рејонски центар постаје 1924. године. 
Статус града има од 1984. године.

## Становништво
Према процени, у граду је 2012. живело 9.882 становника.
| 1979. | 1989. | 1999. | 2009. | 2012. |
| ----- | ----- | ----- | ----- | ----- |
| 6.764 | 9.538 | 9.538 | 9.938 | 9.882 |